# Mercedes Kastner
Mercedes Kastner (Ventura, Californië, 6 november 1989) is een Amerikaanse voormalige jeugdactrice.
Kastner was een jonge actrice die veel kinderrollen speelde.
Hier is ze vooral bekend van haar rol als Erin Silver in het tienerdrama Beverly Hills, 90210 van 1997 tot en met 2000. Ook speelde ze in de bioscoopfilm Liar Liar uit 1997 en in de televisieserie Port Charles in 1997.

## Filmografie

### Films
- 2000 - Return to the Secret Garden als Katherine Cartner
- 1998 - Blackout Effect als Paulette Oster
- 1997 - Liar Liar als kind op school en feestje
- 1996 - Timespiece als Andrea Parkin

### Televisieseries
Uitgezonderd eenmalige gastrollen.
- 1997 - 2000 - Beverly Hills, 90210 als Erin Silver - 9 afl.
- 1997 - Port Charles als ?? - ? afl.